# Pueu

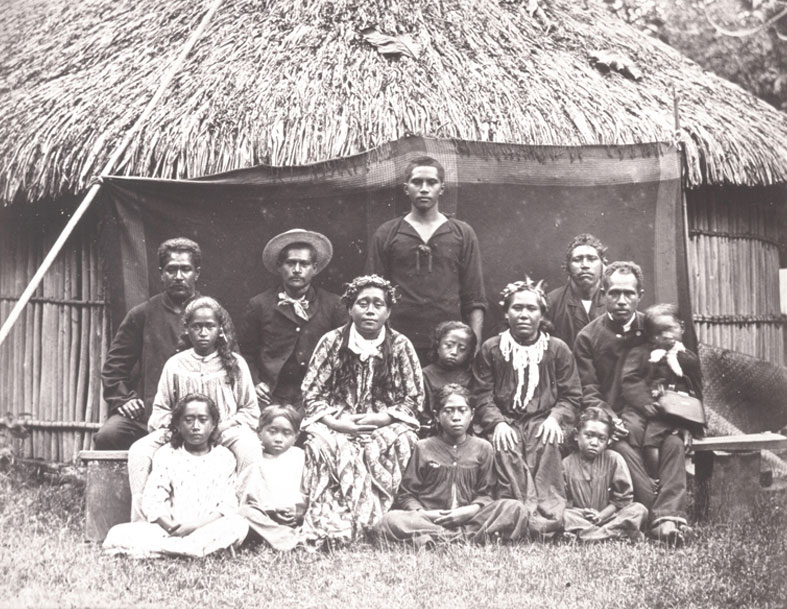
Famille de Pueu vers 1895

Pueu, écrit en tahitien Pūeu est située au sud-est de l'île de Tahiti, en Polynésie française. Elle fait partie de la commune de Taiarapu-Est, qui regroupe Faaone, Afaahiti-Taravao (chef-lieu) et Tautira. C'est ici notamment que réside Michel Gauthier, ami et pilote de Jacques Brel en Polynésie française.

## Démographie
Voici un tableau démographique sur la commune de Pueu :
Évolution démographique
| 1 057                                       | 1 202 | 1 428 | 1 724 | 1 886 | 2 037 | 2 024 |
| Sources ISPF, Mairie de Pueu * : estimation |       |       |       |       |       |       |